# Стародубівка (Маріупольський район)
Староду́бівка — село Мангушської селищної громади Маріупольського району Донецької області. Населення — 788 осіб.

## Географія
Розташована на березі річки Каратиш за 46 км від залізничної станції Комиш-Зоряа. Територія села межує із землями Бердянського району Запорізької області. Відстань до центру громади становить близько 22 км і проходить переважно автошляхом E58.

## Історія
Село засновано 1830 року дунайськими козаками. Село було станицею Стародубівською у Азовському козацькому війську у 1831-1864 роках. 
До 1920 року іменувалося Кара́тиш. 

## Загальні відомості
На території Стародубівки розміщена центральна садиба колгоспу «Зоря», посівна площа якого — 3537 га. Основний напрям у господарстві — виробництво зерна і продуктів тваринництва. Вирощуються також і технічні культури.
У Стародубівці — середня школа, клуб, бібліотека.
У березні 2022 року село було окуповане військами ДНР в ході повномасштабного вторгнення.

## Населення
За даними перепису 2001 року населення села становило 788 осіб, із них 82,61 % зазначили рідною мову українську, 17,13 % — російську та 0,13 % — молдовську мову.

## Відомі люди
У селі народився Московченко Григорій Савелійович — Герой Радянського Союзу.

## Культура
Унікальним є козацький борщ з кропивою, рецепт якого бережуть у селі. Входить до суспільного надбання нематеріальної спадщини Донецької області.